# Теперь в тайге светло
«Теперь в тайге светло», или «Долбонэ», — эвенкийская сказка о том, как охотник Долбонэ, в надежде получить награду за убийство Ленина, отправляется в тайгу, где в это время прячется Ленин (реальное событие: ссылка Ленина в Шушенское). В тайге тело Ленина закрывают собою от охотника звери, пихта и багульник. Ленин предстаёт с ружьём в образе охотника-эвенка.
Сказка была записана в Западной Сибири в 1931 году. Опубликована в книге «Творчество народов СССР» (1937). Различные варианты сказки бытовали у байкитских, тунгирских и катакгских эвенков. Как отмечал журнал «Советская Арктика» (1938), сказка представляет собой умный и образный рассказ об эвенке, который увидел, наконец, свет в тайге; это повесть о народе, который своим путём достиг понимания революции. Журнал «Звезда» (1956) сообщал, что произведение отражает любовь оленеводов и охотников к Коммунистической партии и её вождю. Некоторые эпизоды сказки перекликаются с русской сказкой «Как охотник Фёдор японцев прогнал» Е. И. Сороковикова-Магая.

## Сюжет
В сказке рассказывается о том, как «Владимир»
(в тайге и тундре почитаемые люди называются только по имени), находясь в ссылке, учит эвенков мудрости, призывает к объединению: «Вы, говорит, в лесу живёте, вы, говорит, по золоту ходите, среди богатств живёте, а голодны… Зачем вы, говорит, друг другу завидуете? Вам, говорит, вместе жить надо, зверя вместе добывать, торговать вместе». Купцы были недовольны словами Владимира, и сказали: «Владимир — царю враг. Царь обещал три рубля награды тому, кто убьёт Владимира». Услышал их жадный и завистливый охотник Долбонэ, и решил убить Ленина в надежде получить награду. Отправился Владимир на охоту, а позади него Долбонэ скачет. Плохо у Долбонэ пошла охота. Целится он в зверя, а зверь кричит: «Ты Владимира убить хотел, а Владимир дороже нас всех», и убегает.
Много лет спустя стали говорить: в зимовье на Талякене белку берут — муку, соль, сахар, сукно, всё дают, в пять раз больше, чем купцы. Пришёл туда Долбонэ за мукой без белки. А ему говорят: «Ты эвенк? Ружьё есть? Собака есть? Глаза, ноги есть? Бери!» Там ему сказали, что купцов теперь нету, и царя нету, и чтобы Долбонэ вёз парнишку на Илимпейскую тундру грамоте учиться. Долбонэ спросил: «Это Владимир, что у нас жил, царя теперь сбросил и торгует?» Ему сказали, что Владимир, но жил он в другом месте. Идёт Долбонэ домой и думает: «Жил Владимир здесь, а говорят — не жил». Долбонэ видит, что в магазине продают честные «советские купцы», которые не обманывают и не спаивают эвенков водкой. Долбонэ стало стыдно, и он заплакал. Заканчивается сказка радостью Долбонэ, который увидел новую жизнь в тайге: школы, кооперативы, культбазы. И запел он песню:
Тёмный был Долбонэ, злой, —
Владимир в тайгу ум принёс.
Теперь в тайге светло.
Где же Владимир жил?